# El Mazo (Boal)
El Mazo es una casería perteneciente a la parroquia de Doiras, en el concejo de Boal, comarca de Eo-Navia, Principado de Asturias, España.
Cuenta con una población de 2 habitantes (INE, 2013).